# Roye (Somme)
Roye és un municipi francès situat al departament del Somme i a la regió dels Alts de França. L'any 2007 tenia 6.233 habitants.

## Demografia

### Població

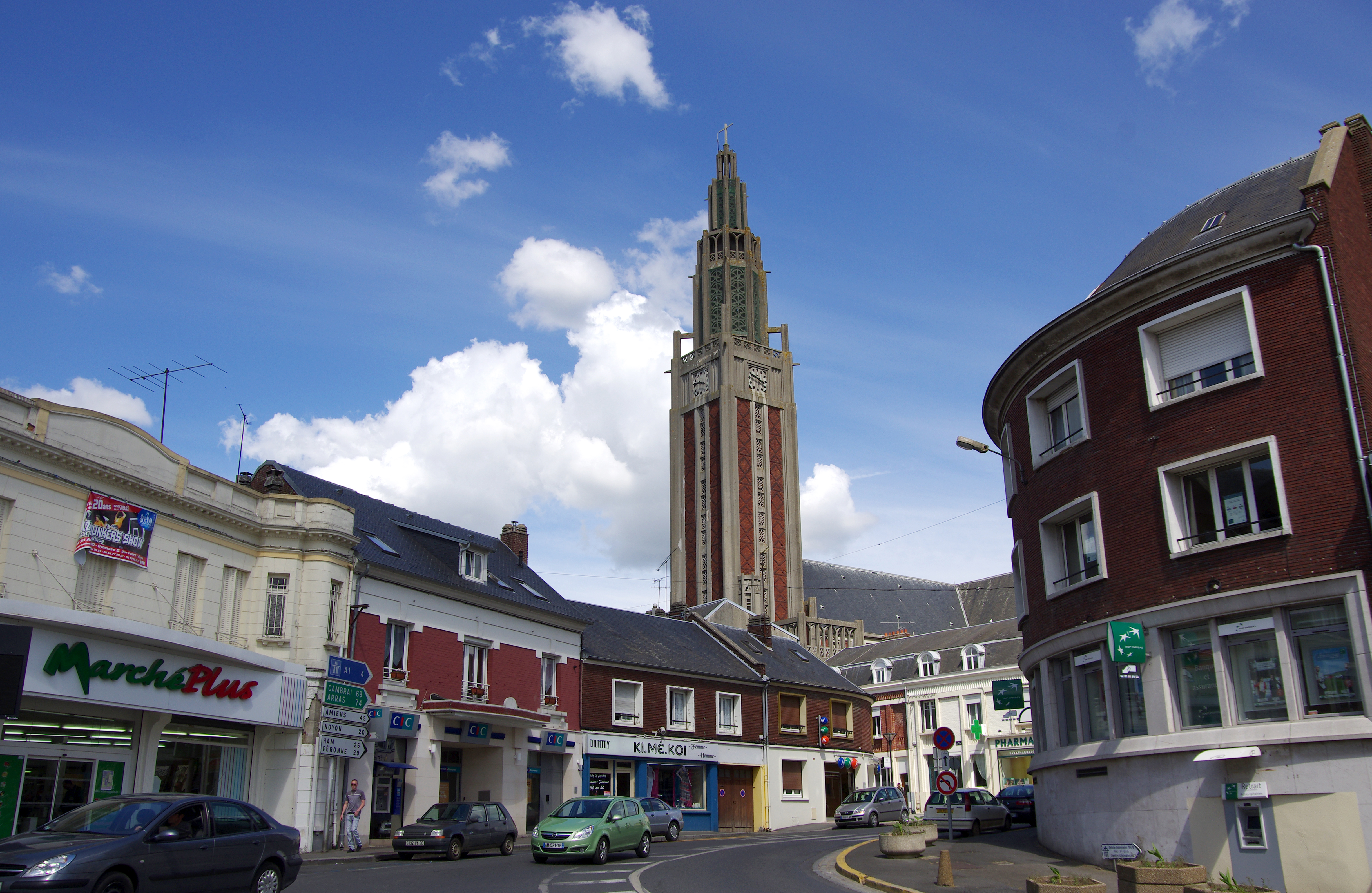
església de sant Pere

El 2007 la població de fet de Roye era de 6.233 persones. Hi havia 2.486 famílies de les quals 805 eren unipersonals (342 homes vivint sols i 463 dones vivint soles), 664 parelles sense fills, 784 parelles amb fills i 233 famílies monoparentals amb fills.
La població ha evolucionat segons el següent gràfic:
Habitants censats

### Habitatges

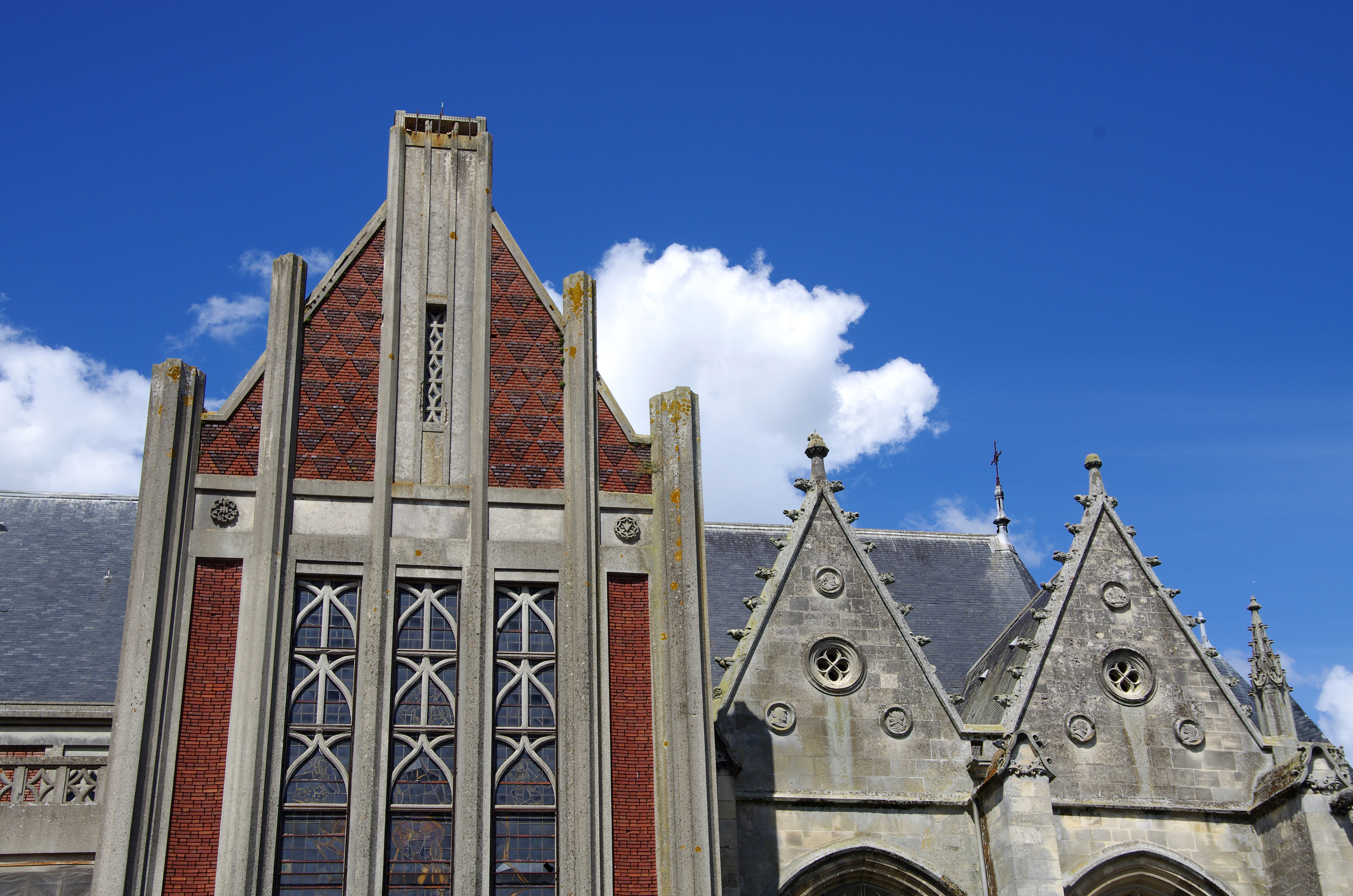
església de sant Pere

El 2007 hi havia 2.772 habitatges, 2.550 eren l'habitatge principal de la família, 44 eren segones residències i 178 estaven desocupats. 1.934 eren cases i 815 eren apartaments. Dels 2.550 habitatges principals, 1.136 estaven ocupats pels seus propietaris, 1.312 estaven llogats i ocupats pels llogaters i 102 estaven cedits a títol gratuït; 62 tenien una cambra, 237 en tenien dues, 542 en tenien tres, 781 en tenien quatre i 927 en tenien cinc o més. 1.339 habitatges disposaven pel capbaix d'una plaça de pàrquing. A 1.387 habitatges hi havia un automòbil i a 598 n'hi havia dos o més.

### Piràmide de població

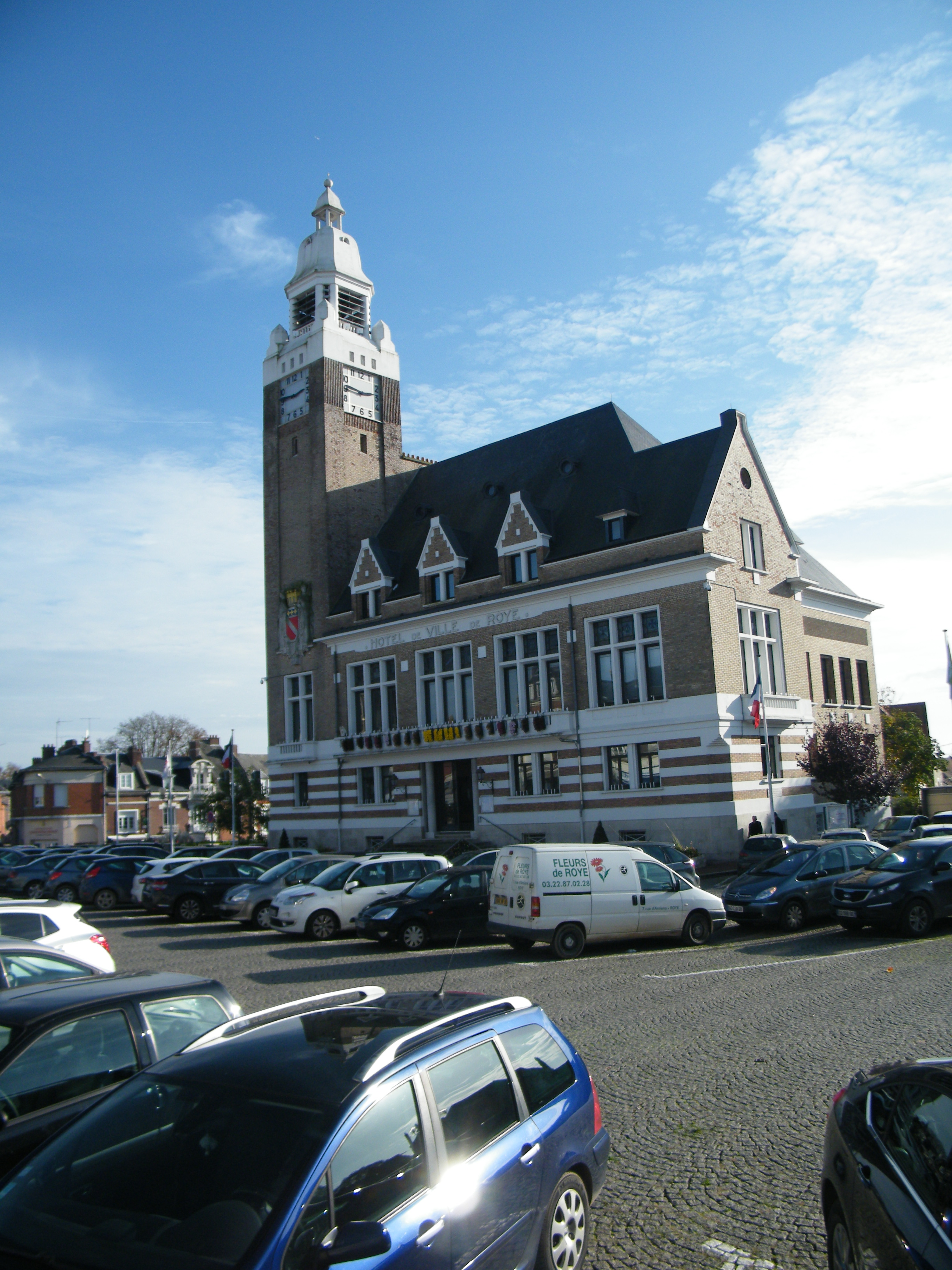

La piràmide de població per edats i sexe el 2009 era:
| Homes | Edats   | Dones |
| ----- | ------- | ----- |
| 0     | 95 o +  | 16    |
| 4     | 90 a 94 | 48    |
| 44    | 85 a 89 | 80    |
| 40    | 80 a 84 | 80    |
| 92    | 75 a 79 | 176   |
| 152   | 70 a 74 | 140   |
| 152   | 65 a 69 | 132   |
| 108   | 60 a 64 | 172   |
| 92    | 55 a 59 | 84    |
| 236   | 50 a 54 | 168   |
| 232   | 45 a 49 | 252   |
| 192   | 40 a 44 | 220   |
| 232   | 35 a 39 | 248   |
| 256   | 30 a 34 | 212   |
| 256   | 25 a 29 | 232   |
| 204   | 20 a 24 | 196   |
| 236   | 15 a 19 | 172   |
| 256   | 10 a 14 | 176   |
| 296   | 5 a 9   | 224   |
| 200   | 0 a 4   | 208   |

## Economia

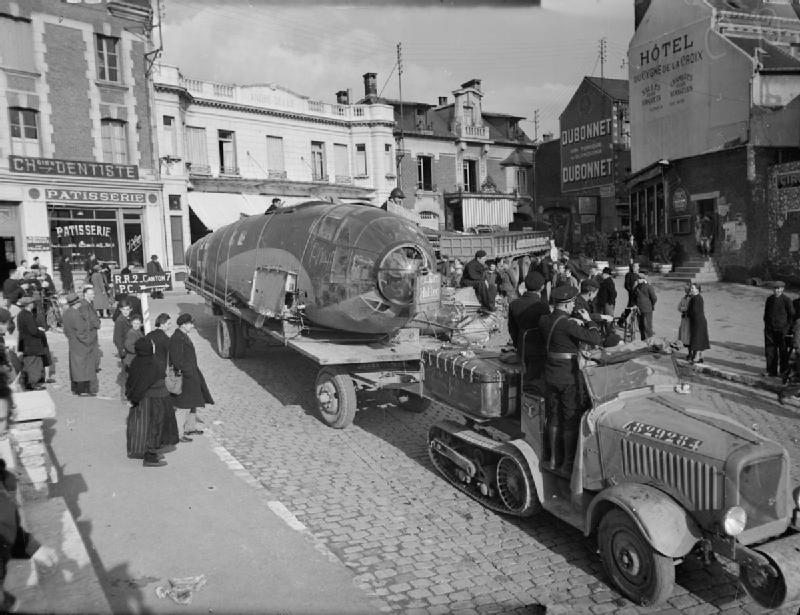

El 2007 la població en edat de treballar era de 3.875 persones, 2.692 eren actives i 1.183 eren inactives. De les 2.692 persones actives 2.280 estaven ocupades (1.296 homes i 984 dones) i 413 estaven aturades (200 homes i 213 dones). De les 1.183 persones inactives 339 estaven jubilades, 295 estaven estudiant i 549 estaven classificades com a «altres inactius».

### Ingressos
El 2009 a Roye hi havia 2.504 unitats fiscals que integraven 5.980,5 persones, la mediana anual d'ingressos fiscals per persona era de 14.807 €.

### Activitats econòmiques

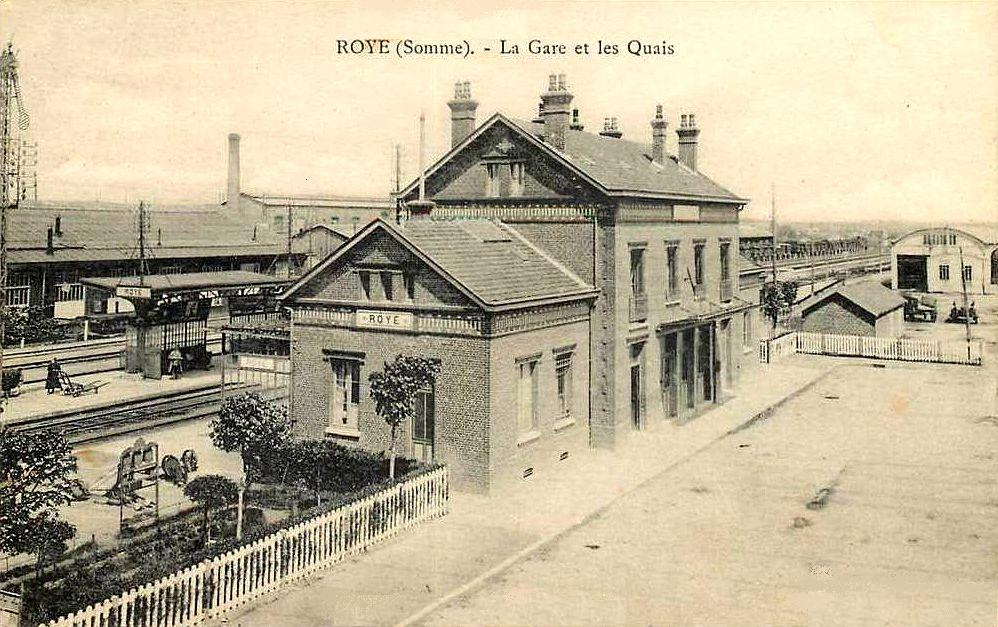

Dels 394 establiments que hi havia el 2007, 8 eren d'empreses extractives, 9 d'empreses alimentàries, 1 d'una empresa de fabricació de material elèctric, 16 d'empreses de fabricació d'altres productes industrials, 31 d'empreses de construcció, 124 d'empreses de comerç i reparació d'automòbils, 29 d'empreses de transport, 30 d'empreses d'hostatgeria i restauració, 2 d'empreses d'informació i comunicació, 28 d'empreses financeres, 17 d'empreses immobiliàries, 30 d'empreses de serveis, 42 d'entitats de l'administració pública i 27 d'empreses classificades com a «altres activitats de serveis».
Dels 113 establiments de servei als particulars que hi havia el 2009, 1 era una oficina d'administració d'Hisenda pública, 1 gendarmeria, 1 oficina de correu, 9 oficines bancàries, 1 funerària, 13 tallers de reparació d'automòbils i de material agrícola, 2 tallers d'inspecció tècnica de vehicles, 1 establiment de lloguer de cotxes, 6 autoescoles, 8 paletes, 4 guixaires pintors, 7 fusteries, 8 lampisteries, 1 electricista, 4 empreses de construcció, 13 perruqueries, 1 veterinari, 4 agències de treball temporal, 17 restaurants, 5 agències immobiliàries, 4 tintoreries i 2 salons de bellesa.
Dels 52 establiments comercials que hi havia el 2009, 2 eren hipermercats, 5 supermercats, 1 un supermercat, 1 una botiga de més de 120 m², 5 fleques, 7 carnisseries, 3 llibreries, 6 botigues de roba, 2 botigues d'equipament de la llar, 2 sabateries, 2 botigues d'electrodomèstics, 4 botigues de mobles, 3 botigues de material esportiu, 2 drogueries, 1 un drogueria, 1 una perfumeria i 5 floristeries.
L'any 2000 a Roye hi havia 8 explotacions agrícoles.

## Equipaments sanitaris i escolars
El 2009 hi havia 1 hospital de tractaments de mitja durada (seguiment i rehabilitació), 1 un hospital de tractaments de llarga durada, 3 farmàcies i 3 ambulàncies.
El 2009 hi havia 2 escoles maternals i 4 escoles elementals. Roye disposava de 2 col·legis d'educació secundària amb 905 alumnes.

## Poblacions properes
El següent diagrama mostra les poblacions més properes.